# Caselwitz
Caselwitz ist ein Ort des Stadtteils Obergrochlitz/Caselwitz von Greiz im Landkreis Greiz in Thüringen.

## Lage
Caselwitz liegt auf dem Kamm des westlichen Hanges der Weißen Elster. Der Ortsteil hat seinen naturnahen Charakter und seine ländlichen Züge erhalten. Das Gelände um den Ortsteil ist kupiert. Östlich befindet sich der Speicher Greiz-Dölau.

## Geschichte
Am 4. August 1313 wurde Caselwitz als Dorf erstmals urkundlich erwähnt und ist damit der älteste der südwestlich von Greiz gelegenen Höhenorte.
Das Gebiet von Caselwitz umfasste früher auch große Teile des heutigen Obergrochlitz. Direkt westlich dieses Ortes entstand ab 1874 auf der Windhöhe bis zum Waldholz der Ortsteil „Neucaselwitz“, wodurch der Kernort zu „Alt-Caselwitz“ wurde. Am 1. Januar 1922 wurde Caselwitz mit Obergrochlitz zur kurzlebigen Gemeinde Caselwitz-Grochlitz zusammengeschlossen, wobei Neucaselwitz in Obergrochlitz aufging. Am 1. Oktober 1922 wurde Caselwitz nach Greiz eingemeindet. Der Name „Alt-Caselwitz“ ist bis heute im Namen der Caselwitzer Ortsstraße erhalten geblieben.
Im Jahr 1928 erfolgte ein Gebietsaustausch und eine Grenzbereinigung zwischen dem Freistaat Sachsen und dem Land Thüringen. Dadurch wurde ein Teil der Flur von Caselwitz an Sachsen abgetreten. Im Gegenzug wurde ein Teil der Flur von Noßwitz und die zu Sachsen gehörenden Splitterflächen von Sachswitz an Thüringen abgetreten.
Seit ca. 1930 entstand weiterhin die Siedlung Eichleite zwischen Caselwitz und Obergrochlitz. Diese gehört heute offiziell zum geschlossenen Bebauungsgebiet von Obergrochlitz. Gelegentlich wird sie jedoch als zu Caselwitz zugehörig aufgefasst, da sie nach wie vor auf Caselwitzer Flur liegt.

## Sehenswürdigkeiten
- Martin-Luther-Kirche (Caselwitz)